# Estadio NRG
El Estadio NRG (NRG Stadium en inglés), anteriormente Reliant Stadium, es un estadio de fútbol americano y fútbol en la ciudad de Houston (Texas), Estados Unidos. Se inauguró en 2002 y cuenta con capacidad para 72 220 espectadores. Actúa como local los Houston Texans de la National Football League; además alberga el Texas Bowl y el Texas Kickoff de fútbol americano universitario y la feria rural Rodeo Houston.
Acogió el Super Bowl XXXVIII en 2004 y fue sede del Super Bowl LI en 2017. También se realizó allí el Bayou Bucket Classic entre Houston Cougars y Rice Owls en 2004, 2012 y 2013. En 2005 fue sede del Bayou Classic entre Grambling State Tigers y Southern Jaguars, debido a que el huracán Katrina había dañado el Superdome de Nueva Orleans.
En cuanto a fútbol, las selecciones masculinas de Estados Unidos y México jugaron allí partidos amistosos en 2003 y 2008. Se han jugado partidos de la Copa de Oro de la Concacaf de 2005, 2007, 2009 y 2011. En 2010 fue sede del partido de las estrellas de la Major League Soccer contra el Manchester United de Inglaterra. En 2016 se enfrentaron México y Venezuela por la Copa América Centenario, y en 2012 jugaron México y Nigeria.
El estadio albergó el Final Four del Campeonato de la NCAA de Baloncesto Masculino de 2011, así como las finales regionales de 2008, 2010 y 2015. El Campeonato de la AMA de Supercross ha visitado el estadio desde 2003, en sustitución del Astrodome.
Acogió el espectáculo de lucha libre profesional de la WWE WrestleMania XXV en 2009. También fue sede del concierto homenaje a Selena en abril de 2005. En 2003 se realizó allí un concierto de Metallica, Linkin Park, Limp Bizkit, Mudvayne y Deftones, que Linkin Park incluyó en el álbum CD/DVD Live in Texas. También en 2003 se realizó un concierto de The Rolling Stones. En 2009, U2 realizó un concierto allí en su gira U2 360° Tour. El estadio albergó conciertos de Demi Lovato en 2013, One Direction en 2014, Ariana Grande en 2015 y Metallica en 2017.

## Techo retráctil
EL Estadio NRG es el primero en la historia de la NFL con techo retráctil, el cual se puede abrir o cerrar en 7 minutos.
En la madrugada del 13 de septiembre de 2008, el estadio sufrió graves daños debido al paso del huracán Ike. Cinco de las nueve secciones del techo retráctil fueron levantadas por el huracán, cayendo una gran cantidad de escombros al interior del estadio. El partido entre Houston Texans y Baltimore Ravens había sido preventivamente postergado un día y finalmente tuvo que ser postergado hasta noviembre.

## Eventos
La banda británica-irlandesa One Direction ofreció un concierto en el estadio llevando a 62 340 personas llenando en su totalidad el estadio. Fue sede de la Copa América Centenario que se celebró a partir del 3 de junio de 2016 como conmemoración de los cien años de la Copa América.

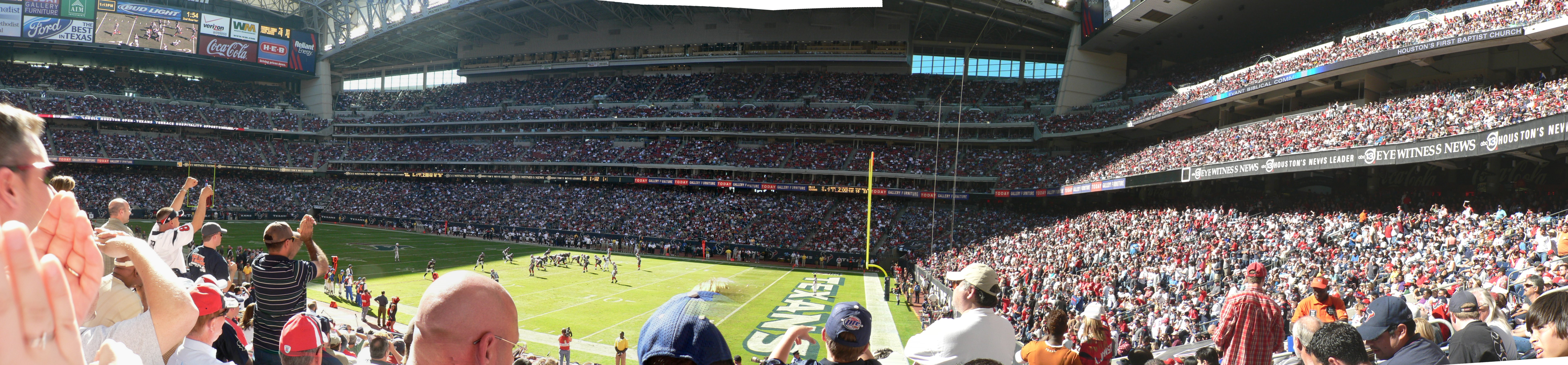
Panorámica del estadio.

## Resultados en eventos de importancia
Super Bowl
| Fecha                | Super Bowl | Equipo               | Resultado | Equipo            | Asistencia |
| -------------------- | ---------- | -------------------- | --------- | ----------------- | ---------- |
| 1 de febrero de 2004 | XXXVIII    | New England Patriots | 32:29     | Carolina Panthers | 71 525     |
| 5 de febrero de 2017 | LI         | New England Patriots | 34:28     | Atlanta Falcons   | 70 807     |

### Copa de Oro de la Concacaf 2005
| Fecha               | Fase             | Equipo    |                      | Resultado    |                      | Equipo    | Espectadores |
| ------------------- | ---------------- | --------- | -------------------- | ------------ | -------------------- | --------- | ------------ |
| 12 de julio de 2005 | Primera fase     | Sudáfrica | Bandera de Sudáfrica | 1:1          | Bandera de Guatemala | Guatemala | 45 311       |
| 12 de julio de 2005 | Primera fase     | México    | Bandera de México    | 1:0          | Bandera de Jamaica   | Jamaica   | 45 311       |
| 16 de julio de 2005 | Cuartos de final | Mexico    | Bandera de México    | 1:2          | Bandera de Colombia  | Colombia  | 60 050       |
| 17 de julio de 2005 | Cuartos de final | Sudafrica | Bandera de Sudáfrica | 1:1 (3:5 p.) | Bandera de Panamá    | Panamá    | 60 050       |

### Copa de Oro de la Concacaf 2007
| Fecha               | Fase             | Equipo   |                     | Resultado |                                | Equipo      | Espectadores |
| ------------------- | ---------------- | -------- | ------------------- | --------- | ------------------------------ | ----------- | ------------ |
| 13 de junio de 2007 | Primera fase     | Cuba     | Bandera de Cuba     | 0:5       | Bandera de El Salvador         | El Salvador | 68 417       |
| 13 de junio de 2007 | Primera fase     | México   | Bandera de México   | 1:0       | Bandera de Panamá              | Panamá      | 68 417       |
| 16 de junio de 2007 | Cuartos de final | Mexico   | Bandera de México   | 1:0       | Bandera de Costa Rica          | Costa Rica  | 70 092       |
| 17 de junio de 2007 | Cuartos de final | Honduras | Bandera de Honduras | 1:2       | Bandera de Guadalupe (Francia) | Guadalupe   | 70 092       |

### Copa de Oro de la Concacaf 2009
| Fecha              | Fase         | Equipo    |                                | Resultado |                      | Equipo    | Espectadores |
| ------------------ | ------------ | --------- | ------------------------------ | --------- | -------------------- | --------- | ------------ |
| 9 de julio de 2009 | Primera fase | Guadalupe | Bandera de Guadalupe (Francia) | 2:0       | Bandera de Nicaragua | Nicaragua | 47 713       |
| 9 de julio de 2009 | Primera fase | México    | Bandera de México              | 1:0       | Bandera de Jamaica   | Jamaica   | 47 713       |

### Copa de Oro de la Concacaf 2011
| Fecha               | Fase        | Equipo         |                           | Resultado |                   | Equipo | Espectadores |
| ------------------- | ----------- | -------------- | ------------------------- | --------- | ----------------- | ------ | ------------ |
| 22 de junio de 2011 | Semifinales | Estados Unidos | Bandera de Estados Unidos | 1:0       | Bandera de Panamá | Panamá | 70 627       |
| 22 de junio de 2011 | Semifinales | Honduras       | Bandera de Honduras       | 0:2       | Bandera de México | México | 70 627       |

### Copa América Centenario
| Fecha               | Fase         | Equipo         |                           | Resultado |                       | Equipo     | Espectadores |
| ------------------- | ------------ | -------------- | ------------------------- | --------- | --------------------- | ---------- | ------------ |
| 11 de junio de 2016 | Primera fase | Colombia       | Bandera de Colombia       | 2:3       | Bandera de Costa Rica | Costa Rica | 65 982       |
| 13 de junio de 2016 | Primera fase | México         | Bandera de México         | 1:1       | Bandera de Venezuela  | Venezuela  | 52 889       |
| 21 de junio de 2016 | Semifinal    | Estados Unidos | Bandera de Estados Unidos | 0:4       | Bandera de Argentina  | Argentina  | 70 858       |

### Copa de Oro de la Concacaf 2019
| Fecha               | Fase             | Equipo |                   | Resultado    |                       | Equipo     | Espectadores |
| ------------------- | ---------------- | ------ | ----------------- | ------------ | --------------------- | ---------- | ------------ |
| 29 de junio de 2019 | Cuartos de final | Haití  | Bandera de Haití  | 3:2          | Bandera de Canadá     | Canadá     | 70 788       |
| 29 de junio de 2019 | Cuartos de final | México | Bandera de México | 1:1 (5:4 p.) | Bandera de Costa Rica | Costa Rica | 70 788       |

### Copa América 2024
| Fecha               | Fase                     | Equipo    |                      | Resultado    |                     | Equipo   | Espectadores |
| ------------------- | ------------------------ | --------- | -------------------- | ------------ | ------------------- | -------- | ------------ |
| 22 de junio de 2024 | Fase de grupos - Grupo B | México    | Bandera de México    | 1:0          | Bandera de Jamaica  | Jamaica  | 53 763       |
| 24 de junio de 2024 | Fase de grupos - Grupo D | Colombia  | Bandera de Colombia  | 2:1          | Bandera de Paraguay | Paraguay | 67 059       |
| 4 de julio de 2024  | Cuartos de final         | Argentina | Bandera de Argentina | 1:1 (4:2 p.) | Bandera de Ecuador  | Ecuador  | 69 456       |

### Copa de Oro de la Concacaf 2025
| Fecha              | Fase  | Equipo         |                           | Resultado |                   | Equipo | Espectadores |
| ------------------ | ----- | -------------- | ------------------------- | --------- | ----------------- | ------ | ------------ |
| 6 de julio de 2025 | Final | Estados Unidos | Bandera de Estados Unidos | 1:2       | Bandera de México | México | 70 925       |